# 기타촌 (홋카이도)
기타촌(일본어: 北村)은 일본 홋카이도 소라치 지청 관내 중부에 있던 촌이다. 농업으로 번창하였다.
2006년 3월 27일, 구리사와정과 함께 이와미자와시에 편입합병되었다.

## 지리
소라치 지청 중부에 위치하며, 이시가리강 동쪽 기슭에 자리 잡고 있다. 

## 역사
- 1919년 - 2급 정촌제가 시행하였다.
- 2006년 3월 27일 - 이와미자와시에 편입되었다.

## 기타촌이 지질
이시카리강 중류 왼편에 위치한 기타촌의 지질은 전체의 77%가 이탄지, 나머지 23%가 충적지이다.
강에서 약 180~450m 정도의 범위는 약 12~150cm의 충적지이며, 그 외의 땅은 저위 이탄지~고위 이탄지이다. 

## 자매 결연도시
- 야마나시현 미나미알프스시(2000년)